# Fjällklocka
Fjällklocka (Campanula uniflora) är en art i familjen klockväxter.
Den har endast en blomma, som är djupt blå, på varje stjälk.